# RAF-Avia
RAF-Avia — авіакомпанія що базується в Ризі Обслуговує компанії вантажних перевезень: PostNL, DHL тощо.

## Історія
Авіакомпанія була заснована в 1990 році як перша приватна авіакомпанія Латвії. В 1994 році RAF-Avia почала виконувати комерційні та чартерні рейси. В 1996 році стала приватною акціонерною компанією.

## Флот
Флот RAF-Avia на серпень 2017: